# Flaxmanön

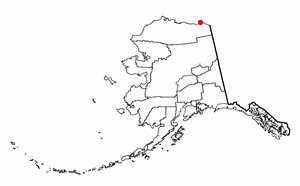
Lägeskarta

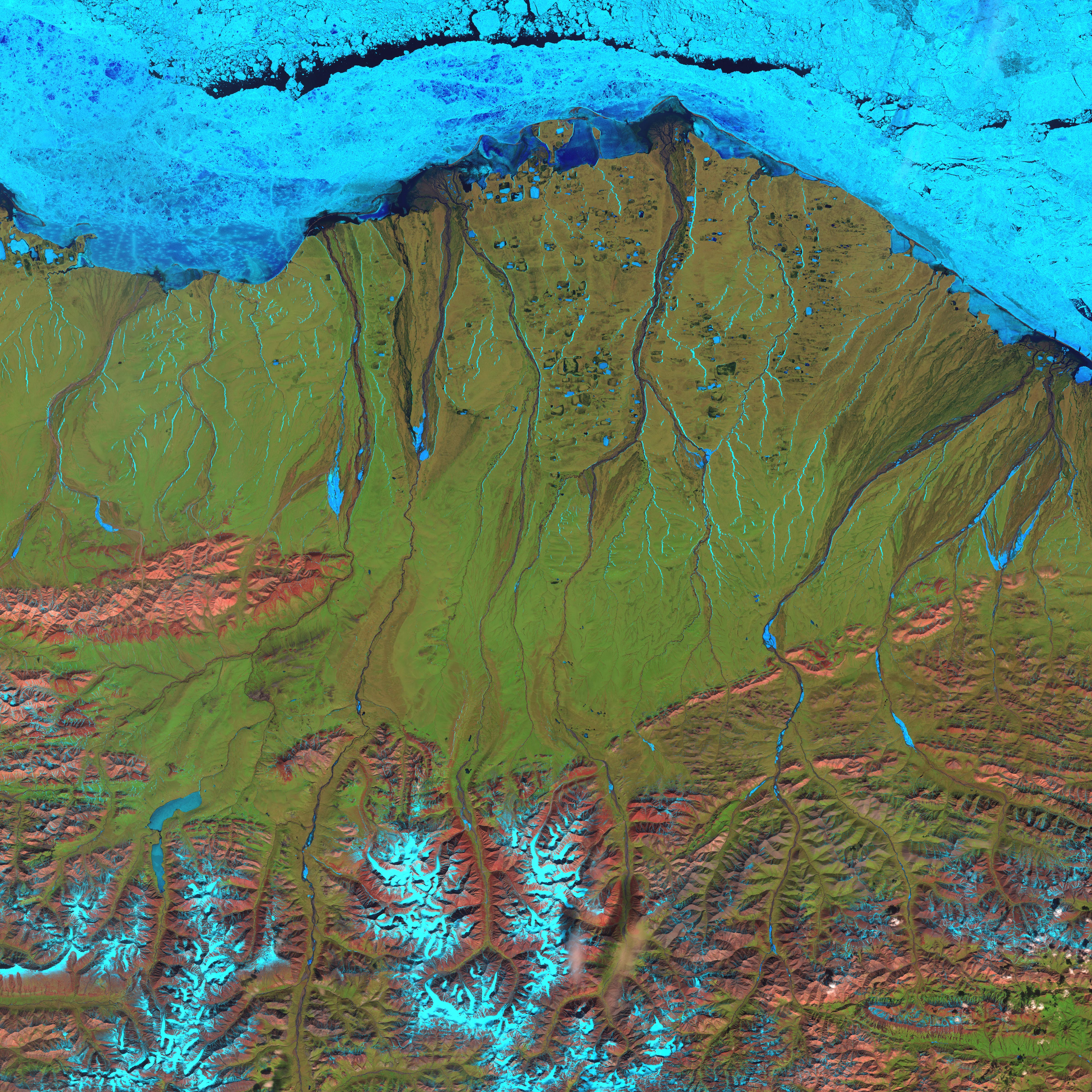
Satellitbild över området

Flaxmanön (engelska Flaxman Island, inuktitut Sidrak ) är en liten ö i Norra ishavet som tillhör Alaska, USA.

## Geografi
Flaxmanön ligger i Beauforthavet cirka 380 km sydöst om Barrow vid Areyviken på Alaskas norra kust vid Stainesflodens mynning och cirka 25 km väster om 
Hulahulaflodens mynning.
Ön har en yta på ca 15 km² med en längd på ca 6,5 km och ca 3,2 km bred. Den högsta höjden på ca 15 m ö.h. . Flaxmanön ligger inom nationalparken Arctic National Wildlife Refuge.
Förvaltningsmässigt ingår den obebodda ön i distriktet "North Slope Borough" och det finns även en liten flygplats Flaxman Island Airport (flygplatskod "FXM").

## Historia
Den 6 augusti 1826 namngav John Franklin ön för att hedra den brittiske konstnären John Flaxman .
1907 utforskades ön av Ernest Leffingwell under dennes expedition i området  och Leffingwell använde ön sedan även som bas för sina övriga expeditioner i området fram till 1914.
Den 2 juni 1978 utsågs Leffingwells läger till "National Historic Landmark".  